# V- och W-klass (jagare)
V- och W-klassjagare var en sammansmältning av sex liknande klasser av jagare, byggda för brittiska Royal Navy under första världskriget, och i allmänhet behandlad som en klass. Under mellankrigstiden utgjorde jagarna ryggraden i Royal Navys jagarflottiljer, innan de började ersättas med nyare fartygstyper. Från början konstruerades jagarna till att ge stöd för operationer i Nordsjöområdet, där de förväntades göra relativt korta förflyttningar i hög fart. Under andra världskriget byggdes därför ett antal jagare om, för att med lägre fart och längre räckvidd kunna tjänstgöra som eskort till konvojer under slaget om Atlanten.